# ИТД бенд
ИТД бенд (у оригиналу ITD band) је југословенски и хрватски поп рок бенд из Загреба.

## Историјат
Основан је 1982. године у Загребу од стране Мирослава Дрљаче Руса, који је пре тога био члан састава Ad Fines. Кроз групу је прошао велики број музичара као што су певач Бранислав Бекић, бубњар Мирослав Буданко, гитариста Дамир Липошек, басиста Дражен Томљеновић, Бранко Кезеле, Јадранко Милеуснић, Растислав Тополски, Небојша Тепшић и други. Први наступ ИТД бенд имао је на Архитектонском факултету у Загребу 1982. године.
Почетком 1984. године група је објавила албум ХХ вијек, са кога су се истакле песме „Славенска минијатура” и „Промијени нешто у себи”. Албум је објављен за издавачку кућу Југотон. Плочу су продуцирали Мирослав Дрљача Рус и Хрвоје Хегедушић, а аранжмане је урадио гитариста Бранко Богуновић. Године 1986. група објављује албум Плави војник за издавачке куће Црно бијели свет и Сузи продукцију. На албуму се нашла песма „Рођен у Загребу”, обрада песме Born in USA. Након објављивања албума Плави војник, група је два пута заредом имала концерт у Дому спортова у Загребу и велики број концерата по другим градовима у СР Хрватској. Трећи студијски албум под називом Скидам те погледом објављен је 1988. године за издавачке куће Црно бијели свет и Сузи продукцију. Са албума су се истакле песме „Мајко земљо”, „Освајам Београд” и „Текила-Шила”. Албум је продуцирао Бранко Богуновић, а гост на снимању био је гитариста Алберт Ли.
Четврти студијски албум под називом С ове стране љубави објављен је 1989. године, а на њему је представљен нови певач, Давор Борна, који је пре тога певао пратеће вокале Борису Новковићу. На албуму се поново нашла песма „Словенска минијатура”, али и обрада народне песме „Куд' идемо туд пјевамо” и „Што то има у њему”, као и обрада песме „Always in my mind”. Продукцију албума радио је тадашњи клавијатуриста бенда, Федор Боић. Након изласка албума група престаје са радом.
Године 2018. бенд се поново окупио, објавио песму и спот под називом Плесач на жици и најавио снимање новог албума.

## Дискографија

### Албуми
- 1984. ХХ вијек - (Југотон)
- 1986. Плави војник - (Црно бијели свет и Сузи продукција)
- 1988. Скидам те погледом - (Црно бијели свет и Сузи продукција)
- 1989. С ове стране љубави (Сузи продукција)

### Компилације
- 2006. Све најбоље - (Хит рекордс)

### Синглови & епови
- 1986. Војничка / Градске цуре - (Црно бијели свет, Сузи продукција)
- 1988. Мајко Земљо / Лагано умирем - (Сузи продукција)